# セレスティーノ・カバジェロ
セレスティーノ・カバジェロ・マルティネス（Celestino Caballero Martinez、1976年6月21日 - ）は、パナマの元プロボクサー。コロン出身。元WBAスーパー・IBF世界スーパーバンタム級統一王者。元WBA世界フェザー級レギュラー王者。世界2階級制覇王者。

## 来歴
1976年にパナマで生まれた。1998年11月18日に22歳でプロデビューする。その後パナマを中心に試合を行い、2000年6月16日にはパナマスーパーバンタム級王座を獲得した。
2001年8月18日、アーマンド・ロハス（パナマ）を7回TKOで破り、WBAフェデセントロスーパーバンタム級王座の獲得とパナマ王座の初防衛に成功。同年11月30日にはWBAフェデセントロ王座の初防衛に成功した。
2002年9月21日、 アンヘル・バレンシア（パナマ）を3RKOで破り、 WBAフェデラテンスーパーバンタム級王座の獲得とパナマ王座の2度目の防衛に成功、同年10月31日にはWBOラテンアメリカスーパーバンタム級王座を獲得した。
2003年2月15日、レオナルド・ゴンザレス（ニカラグア）と対戦し、2RTKO勝利でWBAフェデラテン王座とWBOラテンアメリカ王座の初防衛に成功、しかし3ヶ月後の5月16日にホセ・ロハス（ベネズエラ）に3回KOで敗れWBAフェデラテン王座の2度目の防衛に失敗した。
12月5日、NABA北米スーパーバンタム級王座を獲得した。
2004年5月25日、リカルド・コルドバ（パナマ）に0-3の判定負けを喫しNABA王座の初防衛とパナマ王座の3度目の防衛に失敗した。
2005年2月17日、アメリカ・カリフォルニア州のアヴァロンでダニエル・ポンセ・デ・レオン（メキシコ）とIBF世界スーパーバンタム級挑戦者決定戦で対戦し、3-0の判定勝ちを収めイスラエル・バスケスへの挑戦権の獲得に成功した。
2005年5月5日、アメリカ・アリゾナ州・ツーソンのデザート・ダイヤモンド・カジノでホセ・ ルイス・バルブエナ（ベネズエラ）とのIBF世界スーパーバンタム級挑戦者決定戦で対戦し、5回TKO勝ちを収めイスラエル・バスケスへの挑戦権の獲得した。
2005年10月15日、パナマ・パナマのフィガリ コンベンションセンターでヨベール・オルテガ（ベネズエラ）とWBA世界スーパーバンタム級暫定王座決定戦を行い、3-0（117-111、116-112、119-109）の判定勝ちで暫定王座を獲得した。
2006年2月4日、パナマ・パナマのフィガリ コンベンションセンターでロベルト・ボニージャ（ニカラグア）に7回TKO勝ちを収め暫定王座の初防衛に成功した。
2006年10月4日、タイ・ナコーンラーチャシーマー県のワット・バーン・ライで正規王者のソムサック・シンチャチャワン（タイ）と団体内王座統一戦を行い、3回1分48秒TKO勝ちを収め団体内王座統一に成功し正規王者になった。
2007年3月16日、リカルド・カスティーヨ（メキシコ）に9回2分2秒失格勝ちを収め3度目の防衛に成功、同年8月4日にはホルヘ・ラシエルバ（メキシコ）と対戦し、3-0の判定勝ちで4度目の防衛に成功、同年12月1日には元IBF世界ライトフライ級王者のマウリシオ・パストラナ（コロンビア）と対戦し、8回TKO勝利で5度目の防衛に成功した。
2008年6月7日、元WBA世界フライ級王者のロレンソ・パーラ（ベネズエラ）と対戦し、12回TKO勝利で6度目の防衛に成功、同年エルビス・メイジァ（コロンビア）と対戦し、初回2分51秒TKO勝利で7度目の防衛に成功した。
2008年11月21日、カナダ・オンタリオ州のカジノ・ラマでIBF世界スーパーバンタム級王者スティーブ・モリター（カナダ）と王座統一戦を行い、4回右アッパーでダウンを奪い、その後右アッパーでひざから崩れ失神したのを見てレフェリーストップ。TKO勝ちでWBA王座の8度目の防衛とIBF王座の獲得に成功し、WBA王座とIBF王座の統一を果たし、スーパー王座に認定された。
2009年4月30日、ジェフリー・マゼブラ（南アフリカ）と対戦し判定勝ちでWBA王座は9度目、IBF王座は初防衛に成功した。同年8月29日、メキシコ・バハ・カリフォルニア州・メヒカリのシウダード・デポルティーバでフランシスコ・レアル（メキシコ）と対戦し、7回終了時TKO勝利を収め、WBA王座は10度目、IBF王座は2度目の防衛に成功した。
2010年2月5日、IBF世界スーパーバンタム級王座を剥奪された為、WBA世界スーパーバンタム級スーパー王座のみ保持した。
2010年4月10日、ダウド・ヨルダン（インドネシア）と対戦し、3-0（119-108、119-108、120-107）の判定勝ちを収めた。
2010年10月、WBA世界スーパーバンタム級スーパー王座を返上し、フェザー級に転向した。
2010年11月27日、アメリカ・ネバダ州・ラスベガスのMGMグランド・ガーデン・アリーナでジェイソン・リーツォー（アメリカ）と対戦し1-2（93-97、94-96、96-94）の僅差判定負けを喫した。
2011年7月2日、アルゼンチン・メンドーサ州・フニンのポリデポルティーボ・ラ・コロニアでWBA世界フェザー級レギュラー王者ジョナサン・ビクター・バロス（アルゼンチン）と対戦、1-2（112-114、111-116、115-111）の判定で敗れて王座獲得に失敗したが、カバジェロ陣営が判定を不服としてWBAへ提訴、ダイレクトリマッチが認められた。
2011年10月14日、ブエノス・アイレスのエスタディオ・ルナ・パルクでWBA世界フェザー級レギュラー王者ジョナサン・ビクター・バロスと再戦、今度は終盤にバロスをKO寸前に追い込むなど圧倒して、3-0（118-111、116-112、117-111） の判定勝ちで王座を獲得し、2階級制覇を達成した。
2011年12月31日、横浜文化体育館（神奈川県横浜市中区）で細野悟（大橋）を挑戦者に迎えての初防衛戦は、カバジェロが長いリーチを活かし、序盤から細野を圧倒、細野も接近戦から勝機を見出そうとするもカバジェロの後頭部を細野の右拳で叩いて減点を食らうなど終始カバジェロ優勢のまま12回が終了し、3-0（119-108、119-108、116-111）と11点差2人、5点差1人という判定勝ちでカバジェロが細野に完勝し初防衛に成功した。
2012年10月8日、WBA世界フェザー級レギュラー王座を返上。
2013年4月20日、パナマシティのアレナ・ロベルト・デュランでロビンソン・カステジャノス（メキシコ）とWBC世界フェザー級挑戦者決定戦を行い、1-2（114-113、112-115、113-114）の判定負けを喫し指名挑戦権の獲得に失敗した。
2014年10月4日、復帰戦を1試合はさみ、メキシコシナロア州で、アドリアン・エストレージャと対戦。5回と10回と11回にダウンを奪われて、12回0-3（109-115、107-117、107-117）の大差判定負けを喫した。
2014年11月14日、家族全員を伴って会見を開き、網膜剥離を理由に現役引退を表明した。
2016年3月10日、コカイン10kgを不法所持していたとしてパナマで逮捕された。
2018年2月、コカインの不法所持で懲役5年を宣告された。
2018年5月21日、刑務所から釈放された。

## 獲得タイトル
- パナマスーパーバンタム級王座（防衛2）
- WBAフェデセントロスーパーバンタム級王座（防衛2=返上）
- WBAフェデラテンスーパーバンタム級王座（防衛1）
- WBOラテンアメリカスーパーバンタム級王座（防衛1=返上）
- NABA北米スーパーバンタム級王座（防衛0）
- WBA世界スーパーバンタム級暫定王座（防衛2）
- WBA世界スーパーバンタム級王座（防衛6）
- WBA世界スーパーバンタム級スーパー王座（防衛2=返上）
- IBF世界スーパーバンタム級王座（防衛2=剥奪）
- WBA世界フェザー級レギュラー王座（防衛1=返上）